# 19478 Jaimeflores
19478 Jaimeflores è un asteroide della fascia principale. Scoperto nel 1998, presenta un'orbita caratterizzata da un semiasse maggiore pari a 2,4351206 UA e da un'eccentricità di 0,1313153, inclinata di 2,25957° rispetto all'eclittica.